# Biserica Sfântul Spiridon din Scoreni
Biserica Sfântul Spiridon este un edificiu religios creștin-ortodox amplasat în centrul satului Scoreni din raionul Strășeni. A fost construită în anul 1863. Este un monument de arhitectură de importanță națională, inclus în Registrul monumentelor ocrotite de stat din Republica Moldova.
A fost construită în locul unei biserici mai vechi, de lemn, cu același hram. Clădirea a fost ridicată din piatră, cu ajutorul Mănăstirii Căpriana. Aici a avut loc prima școlire a sătenilor la sfârșitul secolului al XVIII-lea – începutul secolului al XIX-lea. Către finele secolului al XIX-lea, s-a deschis școala ministerială de o singură clasă, cu studii în limba rusă de o durată de 3 ani, unde un singur învățător preda unui cerc îngust de discipoli religia, limba rusă cu caligrafie, aritmetica și cântarea bisericească.

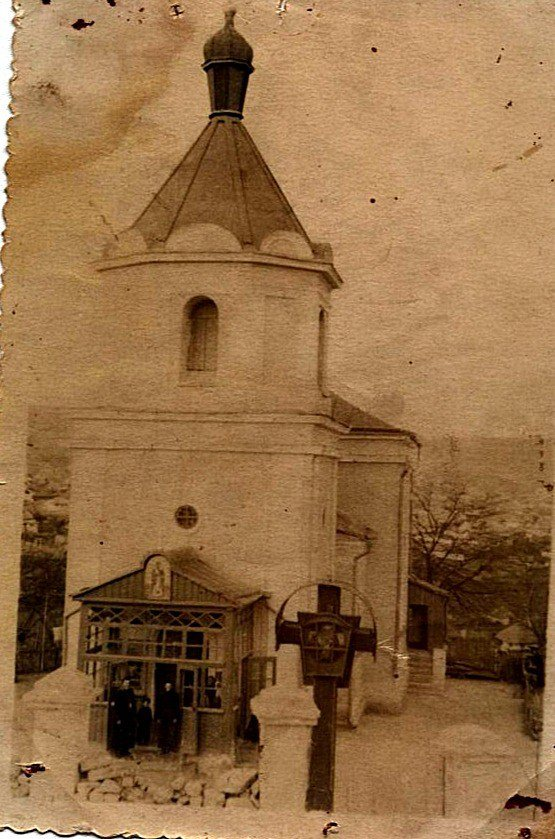
Imagine de epocă (1965)
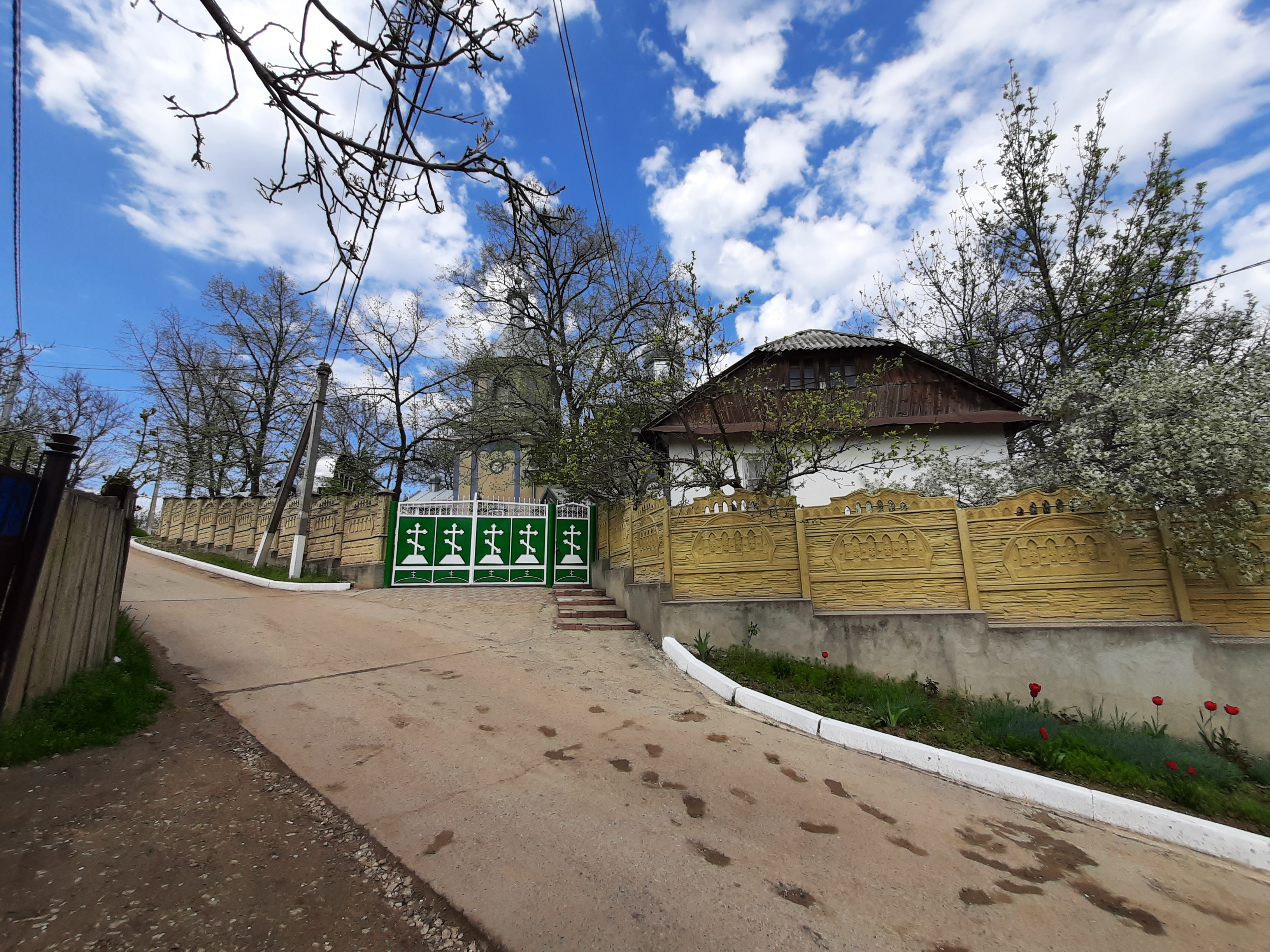
Poarta bisericii
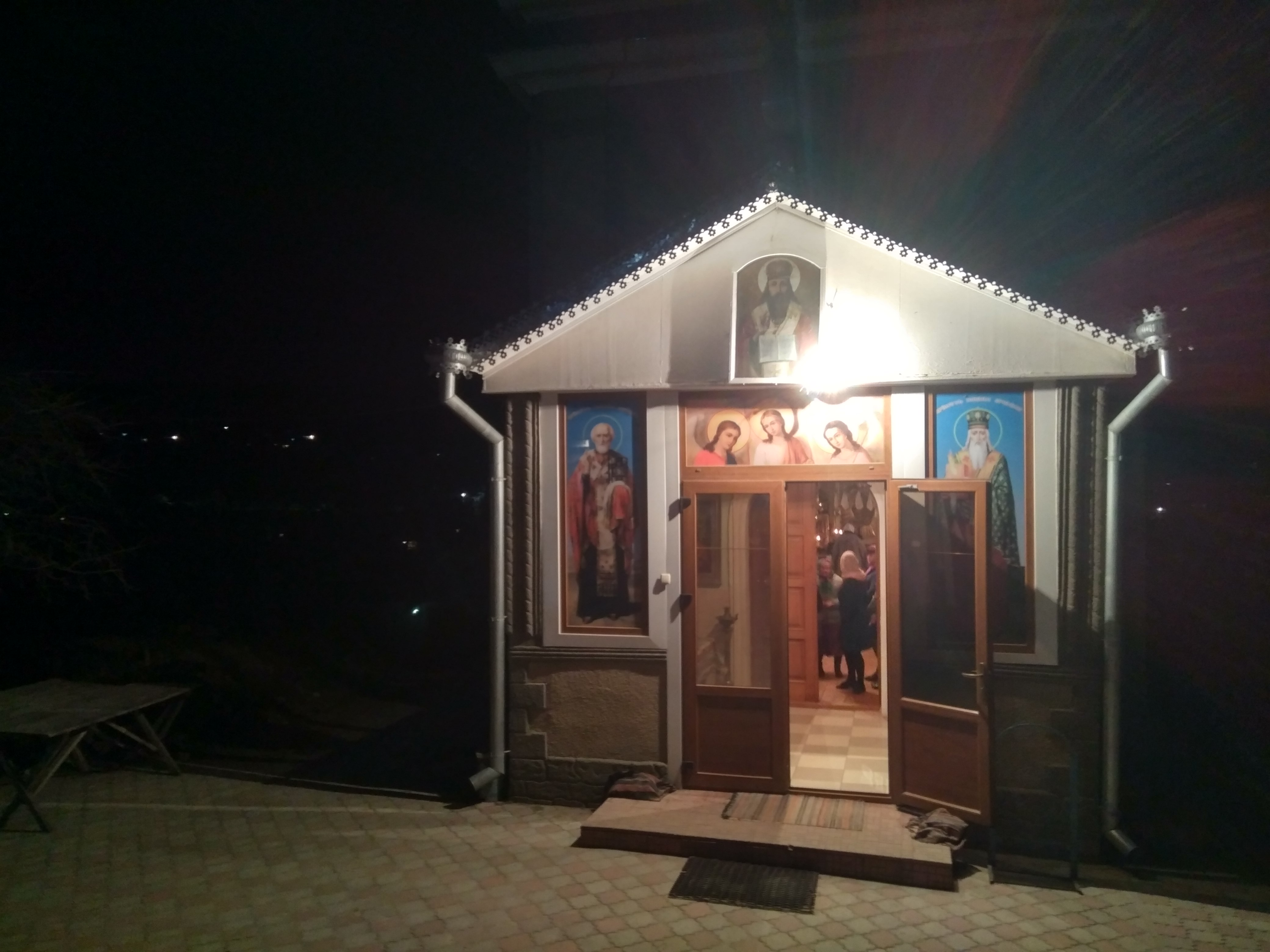
Intrarea în biserică în noaptea de Paști